# الخمسين
الخمسين قرية ليبية شبه صحراوية من مناطق بلدية انتلات البيضان، تأسست عام 2006 م، وتم الانتهاء من إنشائها عام 2010 م، تقع إلى الجنوب الشرقي من مدينة أجدابيا بمسافة 50 كيلومتر، على طريق أجدابيا- طبرق الصحراوي، وهي بارتفاع سطح البحر. يشتهر أهلها بتربية الماشية من الإبل والأغنام والماعز

## الجغرافيا
منطقة الخمسين تابعة لبلدية انتلات البيضان، يحدها من الغرب منطقة الخمسة وثلاثون، ومن الجنوب الحطية، ومن الشرق منطقة ساونو، ومن الشمال منطقة انتلات.

## السكان
يبلغ عدد سكانها حوالي 1,000 نسمة، ينحدر جميعهم من قبيلة الفواخر بيت المواعيني.

## مؤسسات القرية
تحتوي القرية على مسجد، ومدرسة الشموخ الابتدائية، وعيادة صحية، إضافة إلى وجود محطة وقود.